# Wapen van Roosendaal

Wapen van de gemeente Roosendaal

Het wapen van Roosendaal  werd op 2 juli 1998 aan de Noord-Brabantse gemeente Roosendaal toegekend. De gemeente was op 1 januari 1997 ontstaan door samenvoeging van de gemeenten Roosendaal en Nispen met Wouw.

## Geschiedenis
Het wapen is identiek aan het wapen van Roosendaal en Nispen, maar met toevoeging van de kroon op het wapen, die door de voorgaande gemeente nooit was aangevraagd maar die wel sinds 1611 op het zegel werd gevoerd. Het wapen met de drie rozen werd al in 1579 door de schepenbank Roosendaal gebruikt en sinds 1744 in deze kleurstelling. 17e-eeuwse afbeeldingen tonen de omgekeerde kleurstelling: een rood schild met witte rozen. Het hartschild is afgeleid van het wapen van het geslacht Van Nispen.

## Beschrijving
De beschrijving van het wapen van Roosendaal luidt:
In zilver drie dubbele rozen van keel; in een hartschild van zilver een leeuw van sabel, gekroond, getongd en genageld van keel. Het schild gedekt met een gouden kroon van tien parels, waarop drie parels
N.B.: De heraldische kleuren in het wapen zijn zilver (wit), sabel (zwart), keel (rood) en  goud (geel)

## Verwant wapen
Het wapen van Roosendaal is afgeleid van onderstaand wapen:

Het wapen van Roosendaal en Nispen